# Clemens Krauss
Clemens Heinrich Krauss (Vienna, 31 marzo 1893 – Città del Messico, 16 maggio 1954) è stato un direttore d'orchestra e impresario teatrale austriaco, particolarmente specializzato nell'esecuzione delle opere di Richard Strauss.

## Biografia
Krauss nacque da una relazione extraconiugale di Clementine Krauss, all'epoca quindicenne ballerina della Wiener Staatsoper e successivamente cantante di operette e attrice, a sua volta nipote del famoso soprano Gabrielle Krauss (1842-1904). Suo padre naturale, il cavaliere Hector Baltazzi (1851-1916), apparteneva ad una facoltosa famiglia di banchieri residenti a Vienna. La sorella maggiore di Baltazzi, Helen, era sposata al barone Albin Vetsera ed era la madre di Maria Vetsera, cugina di Clemens Krauss.
Da ragazzo, Krauss fece il corista nella Hofkapelle (coro imperiale). Studiò al Conservatorio di Vienna, diplomandosi nel 1912. Studiò poi composizione con Hermann Graedener e teoria musicale con Richard Heuberger. Iniziò quindi la carriera come maestro del coro al Teatro di Brno (1912-1913). Li fece il suo debutto come direttore d'orchestra nel 1913. Sposò poi, in seconde nozze, il famoso soprano rumeno Viorica Ursuleac, con la quale aveva collaborato in varie occasioni.
Krauss lavorò molto nei teatri lirici di secondaria importanza e diresse a Riga (1913-1914), Norimberga (1915) e Stettino (1916-1921). L'ultimo incarico gli consentì facilità di viaggio per Berlino dove si recò spesso per ascoltare Arthur Nikisch dirigere i Berliner Philharmoniker. Krauss tornò quindi in Austria, dove divenne direttore dell'Opera e dell'Orchestra sinfonica di  Graz. Nel 1922 fece parte della direzione della Wiener Staatsoper e divenne insegnante di direzione d'orchestra all'Accademia di Stato tedesca. Nel 1923 divenne direttore della Vienna Tonkünstler Concerts dove rimase fino al 1927, e Intendente dell'Opera di Francoforte sul Meno fino al 1929, dove lanciò il giovane soprano tedesco Adele Kern.
Krauss visitò gli Stati Uniti nel 1929, dirigendo l'Orchestra di Filadelfia e la New York Philharmonic. Nello stesso anno divenne direttore della Wiener Staatsoper. La sua orchestra, nei concerti indipendenti fu la Wiener Philharmoniker, che lo nominò direttore nel 1930. Diresse regolarmente al Festival di Salisburgo dal 1926 al 1934. Nel 1930 diresse il Wozzeck di  Alban Berg.
Nel 1933 e 1934 Krauss lasciò gli incarichi a Vienna e divenne direttore dell'Opera di Stato di Berlino nel 1935 dopo che Erich Kleiber si dimise per protesta contro il nazismo. Nel 1933 abbandonò le prove per la prima di Arabella di Strauss, quando il direttore Fritz Busch (altro non ebreo antinazista) lasciò l'incarico. Nel 1937 venne nominato Intendant al Nationaltheater München (Opera di Stato della Baviera) e della Bayerisches Staatsorchester, dopo le dimissioni di Hans Knappertsbusch. Divenne amico intimo di Richard Strauss, per il quale scrisse il libretto per l'opera Capriccio che venne data in prima a Monaco di Baviera nel 1942. Diresse anche le prime esecuzioni delle opere Friedenstag e Die Liebe der Danae di Strauss.
Dopo il bombardamento dell'Opera di Stato di Monaco di Baviera, Krauss tornò a dirigere la Wiener Philharmoniker fino alla fine della seconda guerra mondiale (1944-1945). Dopo la guerra, alcuni ufficiali alleati investigarono sul suo comportamento filo-nazista e gli vietarono di apparire in pubblico fino al 1947. Emerse anche che egli aiutò diversi ebrei a mettersi in salvo dalle persecuzione degli uomini della Gestapo. Quando finì di scontare la pena inflittagli, tornò a dirigere frequentemente la Wiener Philharmoniker, compreso il famoso Concerto di Capodanno.
Dopo la riabilitazione diresse il Covent Garden a Londra dal 1951 ed il Festival di Bayreuth nel 1953 . Morì nel corso di una visita a Città del Messico, ed è tumulato assieme alla moglie, che morì nel 1985, a Ehrwald in Austria.
Egli non realizzò molte incisioni; ma la sua registrazione del 1950 di Die Fledermaus di  Johann Strauss II, realizzata a Vienna, viene ancora oggi ritenuta fra le migliori. La sua incisione dal vivo del 1953 de L'Anello del Nibelungo e Götterdämmerung di Richard Wagner al Festival di Bayreuth è molto apprezzata ancora oggi. Una registrazione con i Wiener Symphoniker della Fantasia corale di Beethoven, ripubblicata da più di un'etichetta economica, venne registrata originariamente per la Vox Records.

## Discografia parziale
- Strauss, R. - Clemens Krauss dirige Richard Strauss - Krauss/WPO, 1950/1954 Decca
- Giuseppe Verdi Aida in lingua tedesca: Leonora Lafayette (Aida), Josef Gostic (Radames), Georgine von Milinkovic (Amneris), Ferdinand Frantz (Amonasro), Gottlob Frick (Ramfis), Walter Berry (Il Re), Karl Ostertag (Messaggero), Elisabeth Lindermeier (Sacerdotessa), Coro e Orchestra del Bayerischer Rundfunk di Monaco, Clemens Krauss (direttore), 1953 (2005 AfHO/Line Music GmbH - Cantus Classics 2005)